# Крерук
Крерук — река на Камчатке. Протекает по территории Усть-Камчатского района Камчатского края России. Левый приток Камчатки.
Длина реки — 55 км. Площадь водосборного бассейна — 344 км².
Формируется на склонах Срединного хребта на высоте более 991,4 м над уровнем моря. Генеральное направление течения — юго-восток. Впадает в Камчатку в 228 км от её устья на высоте 25,2 м над уровнем моря, в 15 км к северу от посёлка Козыревск. В 4 км к югу от устья находится озеро Крерук.

## Притоки
Притоки указаны от истока к устью:
- ручей Быстрый[6] (пр)
- ручей Развилок[6] (пр)
- ручей Скальный[5] (пр)

## Данные водного реестра
По данным государственного водного реестра России относится к Анадыро-Колымскому бассейновому округу.
Код водного объекта — 19070000112220000015865.